# Agapit (Kryžanovskij)
Agapit († 9. září 1966, São Paulo) byl ruský duchovní Ruské pravoslavné církve v zahraničí, biskup goiânijský a vikář são-pauloské eparchie.

## Život
Byl archimandritou v Počajivské lávře. Během druhé světové války se dostal na Slovensko. V srpnu 1944 se v Bratislavě připojil k počajivským monachům, kteří uprchli z Ladomirové před sovětskými vojsky. Poté odešli do Švýcarska a následně koncem roku 1946 do USA.
V důsledku příchodu nových uprchlíků do Latinské Ameriky, se são-pauloská eparchie rozšířila, a proto byl archimandrita Agapit vyslán do Brazílie.
Dlouhou dobu byl představeným chrámu Pokrova přesvaté Bohorodice v Niterói. Je zaznamenána jeho neúnavná misijní činnost, zejména časté dlouhé cesty po Brazílii.
Bylo plánováno jeho jmenování biskupem ve Venezuele, ale poté bylo jeho vysvěcení odloženo kvůli řadě okolností.
Dne 19. května 1957 proběhla jeho biskupská chirotonie na biskupa goiânijského a vikáře são-pauloské eparchie. Světiteli byli arcibiskup são-pauloský Feodosij (Samojlovič), biskup santiagský Leontij (Fylypovyč) a biskup buenos-aireský Afanasij (Martos).
Dostal se do konfliktu s arcibiskup Feodosijem. Roku 1959 odešel do důchodu a sloužil pouze v Pokrovském chrámu v Goiânie.
Dne 22. listopadu 1962 byl znovu jmenován vikářem a biskupem goiânijským.
Zemřel 9. září 1966. Byl pohřben v São Paulu.